# Jiahe
Der Kreis Jiahe (嘉禾县,  Jiāhé Xiàn) ist ein Kreis der bezirksfreien Stadt Chenzhou im Süden der chinesischen Provinz Hunan. Er hat eine Fläche von 696,2 Quadratkilometern und zählt 332.300 Einwohner (Stand: Ende 2018). Hauptort ist die Großgemeinde Chengguan 城关镇.

## Administrative Gliederung
Auf Gemeindeebene setzt sich der Kreis aus acht Großgemeinden und neun Gemeinden zusammen. 